# Klooster Sibculo
Het klooster te Sibculo genaamd Galilea Major werd in 1403 gesticht door aanhangers van de Moderne Devotie. Het behoorde tot de orde van de cisterciënzers. De overblijfselen van dit klooster zijn nog aanwezig bij het dorpje Sibculo in de gemeente Hardenberg. 

## Stichting
Na de Slag bij Ane in 1227 was een van de eisen van het bisdom Utrecht dat er op de plaats waar bisschop Otto gesneuveld was, ter verzoening een klooster zou worden gesticht voor vijfentwintig nonnen.

Deze plaats was echter te moerassig en in 1253 werd Zybbekeloe genoemd als mogelijke plek voor een klooster. Het zou echter nog tot 1403 duren voordat een groep aanhangers van de Moderne Devotie, vrome mannen onder leiding van de Hessische priester Johan Clemme zich een weg baanden door het moeras en op de zandrug in het veen onder zeer moeilijke omstandigheden een begin maakten met het bouwen van een voorlopig onderkomen.
In 1406 vond de inwijding van de kapel plaats en in 1412 sloot men zich aan bij de succesvolle Cisterciënzerorde. Deze orde stichtte kloosters op afgelegen plaatsen en deed veel ontginningswerk. Men kon gebruikmaken van hun kennis en ervaring.

## Bloei
Het klooster maakte een grote bloei door, bracht nieuwe inspiratie in de kloosterorde en was ook economisch van belang. Onder prior Gerlachus van Kranenborg werd de kerk voltooid en verwierf het klooster vele bezittingen.
In 1480 bezat het klooster 51 erven, waarvan er drie in eigen beheer door lekenbroeders werden bewerkt, de anderen werden verpacht. In deze tijd huisvestte het klooster 80 monniken en 110 lekenbroeders.
Het klooster stond aan het hoofd van de Colligatie van Sibculo, die uitgroeide tot een gemeenschap binnen de Cisterciënzerorde met twintig kloosters in Nederland, Duitsland en België.

## Oorlog en reformatie
De zestiende eeuw was een tijd van onrust en onzekerheid en ongunstig voor de economie. Zo werd het klooster herhaaldelijk geplunderd gedurende de Gelderse Oorlogen en richtte een brand in 1523 veel schade aan.

Toen in 1579 in Overijssel de protestantse godsdienst werd ingevoerd, werden alle kloosters opgeheven en hun bezittingen door de overheid in beslag genomen. De gebouwen van Groot Galilea raakten in verval; bouwmateriaal werd verkocht of zomaar meegenomen. 

## Archeologie
Het kloosterterrein bleef daarna honderden jaren zonder bestemming liggen, ten prooi aan de elementen. In 1928 was de grond eigendom van textielfabrikant Ludwig van Heek, die met enkele enthousiastelingen begon aan het opgraven van de resten van de gebouwen. Toen ongeveer een derde van de gebouwen was blootgelegd overleed Van Heek.

Met het terrein werd vervolgens weer niets gedaan, zodat er onder het maaiveld nog steeds veel resten van het voormalige klooster aanwezig zijn. 
Toen in 2003 het 750-jarig bestaan van Sibculo werd gevierd bleek er nog steeds belangstelling voor de geschiedenis van het klooster. Er werd een stichting opgericht die zich bezighoudt met het veiligstellen en voor het publiek zichtbaar maken van de klooster restanten. Een gedeelte van het terrein is aangewezen als archeologisch waardevol gebied, onder andere de gracht die om het terrein lag en nog goed herkenbaar is. 